# Parallel Sailor Moon
A Parallel Sailor Moon egy 19 oldalas japán képregény, amit Takeucsi Naoko írt és rajzolt a szintén általa kitalált Sailor Moon manga és anime világára támaszkodva. Először saját Materials Collection artbookjában publikálta (ugyanezen kiadvány másik címe a Bishoujo Senshi Sailormoon Setteishiryoushuu), mint egy Omake-t (お負け de gyakran írják オマケ -nak, a jelentése: extra vagy bónusz japánul), ajándékképpen az olvasóknak, a "nyúl évének" alkalmából (lásd a kínai zodiákust). 2004-ben nyomták újra akkor a Story Collection Volume 2 részeként.

## Ismertetés
A történet a Sailor Moon sorozat többi részéből kiemelt eseményeket játssza újra, de eltérő módon, egy párhuzamos valóságban. A főszereplő Sailor Moon második gyermeke Kousagi Tsukino (bár az eredeti történetben csak egy lánya volt). A többi harcos lánya is szerepel, akik mind nagyon hasonlítanak az anyjukra, a nevüket is örökölték (bár a japán kiejtés esetükben más).
Fogadtatása vegyes volt, a kötetet kedvesnek találták a rajongók, de a könyvet drágállották és hangot adtak azon véleményüknek, hogy kár rá kiadni a pénzt.

## Történet
1999 júliusában egy "másik dimenzióban, egy másik bolygón, egy másik városban" Ami, Rei, Makoto és Minako találkoznak egy "Sailor-Meetingen", ahol megbeszélik mi történt addig az életükben. Mindenkinek teljesültek az álmai: Mizuno Ami nagyszerű orvos lett, Hino Rei a szentélyben papnő, Kino Makoto saját süteményesboltot nyitott, Aino Minako pedig, kihasználva férje kapcsolatait, a sztárok környezetében sürög-forog. Mindegyiküknek van egy lánya: Ami, Rei, Mako és Mina, akik harmadikosok. Ami Uszagit illeti: ő a jelek szerint megmaradt a szokásos szétszórt bőgőmasinának. Ebben a jelenben Csibiusza is velük él, és akárcsak Tomoe Hotaru, 15 éves, szemüveget hord, és valóságos kis zseni. Uszaginak és Csiba Mamorunak azonban született még egy gyereke, akit Kouszaginak neveznek. Ő is harmadikos, de a többiek messzire elkerülik, mert leginkább az anyjára ütött: haja Csibiuszáéra hasonlít, csak neki dupla nyuszifülei vannak, ezenkívül egyfolytában éhes és folyton elkésik mindenhonnan. Egy nap talál egy rózsaszín cicát, s bár allergiás a macskákra, magával viszi. Ami, Rei, Mako és Mina csak nevetnek rajta és megpróbálják lerázni, ám váratlanul vakító fényesség lepi el az eget. Kouszagi elájul, s mikor magához tér, a macskát látja maga előtt emberi formában. Ráveszi, hogy változzon át Parallel Sailor Moon-ná, és a négy másik lány segítségével győzze le a Földet fenyegető gonoszt, ami nem más, mint egy hordára való nyúl. Mikor sikerrel jártak, kiderül, hogy csak álmodták az egészet, de a rózsaszín kismacska szemében csillanó huncut fény azt sejteti, talán nem is álom volt.

## Szereplők
A Sailor Moon sorozat főszereplőinek a többsége megjelenik a történetben, kisebb-nagyobb változtatásokkal.
- Hino Rei, a szentélyt férjével együtt gondozza, aki egy iskolában is tanít. Együtt kalligráfiát oktatnak a szentélyben.
- Kino Makoto boltot vezet, ő is házas.
- Mizuno Ami, itt orvos, de nem gazdag. Ő is férjezett.
- Aino Minako egy igazgatóhelyettes felesége. Szárnyas szívet tetováltatott a jobb felkarjára.
- Cukino Uszagi, Mamoru felesége, de csapnivaló anya. Továbbra is szétszórt, többek között elfelejti befizetni az iskolai számlákat.[3] (Egy japán feleséggel szemben alapelvárás, hogy jól kezelje a pénzt.[4])
- Csibiusza kilencedik osztályos, holdemblémás egyenruhája van. Szemüveges és szidja Uszagit, mert hanyag.
- Tomoe Hotaru szorgalmas diáklány
- Meió Szecuna, Tennó Haruka és Kaió Micsiru a történet végén együtt jelennek meg, és úgy tűnik, főzést tanítanak.
- Csiba Mamoru a kis Kouszagi apukája, és csak egyetlen rajzon történik rá utalás.

### Új szereplők
- Mizuno Ami (水野あみ) – a háztartásbeli Ami Mizuno lánya. Leromlott a kézírása, mióta annyit használja a számítógépét, és takarékosan bánik a pénzzel.
- Hino Rei (火野れい) – Rei lánya, cinikus és nem szíveli Kouszagit.
- Kino Mako (木野マコ) – Makoto lánya, szeret vásárolni, de nem kedveli Kouszagit.
- Aino Mina (愛野ミナ) – Minako lánya.
- Cukino Kouszagi(月野こうさぎ) – Cukino Uszagi második lánya, az írónő Uszagi sok tulajdonságát átmentette, mint például a feneketlen gyomrát. Nem úgy, mint édesanyját, őt nem nagyon kedvelik a többiek. Nagyon energikus, vidám, és különlegesen naiv. Nem szereti a macskákat és a nyulakat. Levendulaszínű haja és kék szeme van.

## Külső hivatkozások
- SweetUsagi's Parallel Sailor Moon page, angol
- Manga Style! – Pár beszkennelt lap a képregényből